# Chrysometa bella
Chrysometa bella är en spindelart som först beskrevs av Banks 1909.  Chrysometa bella ingår i släktet Chrysometa och familjen käkspindlar.
Artens utbredningsområde är Costa Rica. Inga underarter finns listade i Catalogue of Life.